# リーウッド (カンザス州)
リーウッド（Leawood）は、アメリカ合衆国カンザス州のジョンソン郡にある都市。人口は3万3902人（2020年）。ミズーリ州境に接している。カンザスシティ (ミズーリ州)の郊外都市であり、富裕層の住民が多い。